# Рожанка (приток Щепца)
Рожанка — река в России, течёт по территории Псковского и Островского районов Псковской области. Вытекает из болота на высоте 69 м над уровнем моря. Устье реки находится на высоте 58 м над уровнем моря в 23 км по правому берегу реки Щепец. Длина реки — 17 км.

## Данные водного реестра
По данным государственного водного реестра России относится к Балтийскому бассейновому округу, водохозяйственный участок реки — Великая. Относится к речному бассейну реки Нарва (российская часть бассейна).
Код объекта в государственном водном реестре — 01030000212102000028655.